# I giorni della gloria
I giorni della gloria (The Grass Crown) è un romanzo storico scritto da Colleen McCullough e pubblicato nel 1991.
È il secondo volume di una saga ambientata nell'Antica Roma, che racconta gli ultimi decenni della Repubblica romana, dall'avvento di Gaio Mario a quello di Augusto.

## Trama
Roma - I secolo a.C.
La stella di Mario comincia ormai ad offuscarsi, mentre quella di Silla è in rapida ascesa. Lo scontro tra i due titani sta per iniziare e Roma è ormai divisa tra due schieramenti politici, quello popolare e quello aristocratico. Nel susseguirsi dei colpi di potere tra il vecchio Mario ed il sempre più determinato Silla, si intrecciano le vicende politiche e militari dei Romani ed in particolar modo del giovane Marco Livio Druso, che eletto tribuno della plebe, è intenzionato con la riforma agraria a limitare lo strapotere patrizio. Il suo assassinio porterà allo scoppio della Guerra Sociale.
Non c'è pace in questi tormentati secoli. Silla diventa console e deve partire in Oriente contro Mitridate. Approfittando della sua assenza, Mario ed i suoi sostenitori attuano un colpo di Stato. Il settimo consolato di Mario, però, non durerà a lungo, in quanto l'anziano duce muore pochi giorni dopo per un ictus. Mai come ora Roma è divisa ed una nuova guerra civile si prepara...
Mentre la grande storia va avanti, cominciano ad apparire le nuove leve che segneranno il futuro di Roma, ciascuno a modo suo; il giovane Gneo Pompeo, figlio di Gneo Pompeo Strabone, avvia la sua carriera militare come cadetto sotto lo spietato padre, ed intercede presso di lui per conferire un incarico amministrativo ad un allievo ufficiale, il coetaneo Marco Tullio Cicerone; questi è un brillante principe del foro, che si è già fatto conoscere come avvocato e diventerà uno dei più noti oratori del suo tempo, ma è assolutamente ignorante in materia militare; l'intervento di Pompeo segna l'inizio della loro amicizia, che si incrinerà però molti anni dopo.
Quinto Servilio Cepione il giovane scopre che la moglie Livia Drusa lo ha tradito con Marco Porzio Catone, e ritiene che i suoi figli non siano più suoi; i bambini vanno quindi a vivere nella casa di Druso, fratello di Livia; ne usciranno cambiati in modo estremo: Servilia (futura amante di Cesare e madre di Bruto) fa la spia per conto del padre, ma viene scoperta dallo zio e condannata a non uscire di casa fino al matrimonio; la condanna viene meno per l'assassinio di Druso; Cepione morirà poi durante le Guerre Sociali e la bambina sarà accudita da due donne sue parenti che la tratteranno male, ma lei saprà resistere e diventare una matrona astuta e manipolatrice. Il piccolo Quinto Servilio e il fratellastro Marco (il futuro Uticense) resteranno sempre uniti, finché il primo non morirà anni dopo durante una campagna militare e il secondo non riuscirà nemmeno a stargli accanto nelle ultime ore.
Intanto la gens Iulia viene colpita dalla tragedia; alla morte di Mario, i fratelli Sesto e Gaio si legano al nuovo capo dei populares, Cinna, ma entrambi muoiono colpiti da malattie; Sesto (sempre debilitato per l'asma) muore dopo aver contratto una polmonite, e Gaio muore allacciandosi un calzare per un ictus al cervello; il ramo di Sesto è totalmente privo di eredei maschi, di quello di Gaio resta solo l'ultimogenito Gaio (il futuro Cesare Dittatore, allevato dalla madre Aurelia, che fedele al suo ruolo si concentra su di lui, rifiutando perfino la richiesta di Silla di essere la sua amante (nonostante l'amicizia e l'attrazione tra i due); per la rabbia, Silla ucciderà segretamente Quinto Cecilio Metello Numidico strozzandolo.
Il giovane Gaio è anche impedito a seguire la sua strada; il ragazzo è stato infermiere di Gaio Mario quando costui è stato colpito dal secondo ictus, ed ha appreso l'arte della guerra dai racconti dello zio al suo capezzale; ma il vecchio Mario, memore della profezia che indicava il nipote come il più grande romano di tutti i tempi, trova un astuto sistema per tarpargli le ali; lo fa nominare flamine dialis, cioè sacerdote particolare di Giove, ruolo che proibisce di toccare cavalli e oggetti di ferro (incluse le armi); oltre a precludergli la carriera militare, Mario si accorda per sposarlo a Cinnilla, la piccola figlia di Cinna ancora bambina (che sarà la prima moglie di Cesare). Bloccato dalle sue superstizioni e credenze di romano, Cesare non si oppone, nonostante lo desideri ardentemente. La salvezza gli verrà incontro qualche anno dopo, per mano dell'ultimo uomo da cui si sarebbe aspettato aiuto.
Sconfitto Mitridate, Silla si muove per tornare indietro e riprendersi il controllo di Roma.

## Edizioni
- Colleen McCullough, I giorni della gloria, traduzione di Marco Barbi, collana SuperBUR, Rizzoli, 17 aprile 1996,  p. 940, ISBN 9788817114998.